# Prophets of Rage
A Prophets of Rage egy amerikai supergroup, melyben a Rage Against the Machine zenészei, és a Public Enemy valamint a Cypress Hill rapperei vesznek részt. A formáció egy Public Enemy számról kapta a nevét, ami az 1988-as It Takes a Nation of Millions to Hold Us Back albumon jelent meg. Az együttes első kislemezét 2016-ban adta ki, Prophets of Rage címmel.

## Tagok
- Tom Morello – gitár
- Tim Commerford – basszusgitár, vokál
- Brad Wilk – dobok
- Chuck D (Public Enemy) – rap
- DJ Lord (Public Enemy) – rap
- B-Real (Cypress Hill) – rap